# U-366
U-366 — средняя немецкая подводная лодка типа VIIC времён Второй мировой войны.

## История
Заказ на постройку субмарины был отдан 20 января 1941 года. Лодка была заложена 22 мая 1942 года на верфи «Фленсбургер Шиффсбау», Фленсбург, под строительным номером 485, спущена на воду 16 апреля 1943 года. Лодка вошла в строй 16 июля 1943 года под командованием оберлейтенанта Бруно Лангенберга.

### Флотилии
- 16 июля 1943 года — 29 февраля 1944 года — 5-я флотилия (учебная)
- 1 марта 1944 года — 5 марта 1944 года — 13-я флотилия

### История службы
Лодка совершила 2 боевых похода, успехов не достигла. 4 марта 1944 года вышла из Хаммерфеста, Норвегия, и уже на следующий день, 5 марта, была потоплена в Северном Ледовитом океане к северо-западу от Хаммерфеста, в районе с координатами 72°10′ с. ш. 14°44′ в. д., ракетами с самолёта типа «Суордфиш» из авиагруппы британского эскортного авианосца HMS Chaser. 50 погибших (весь экипаж).